# Gender studies

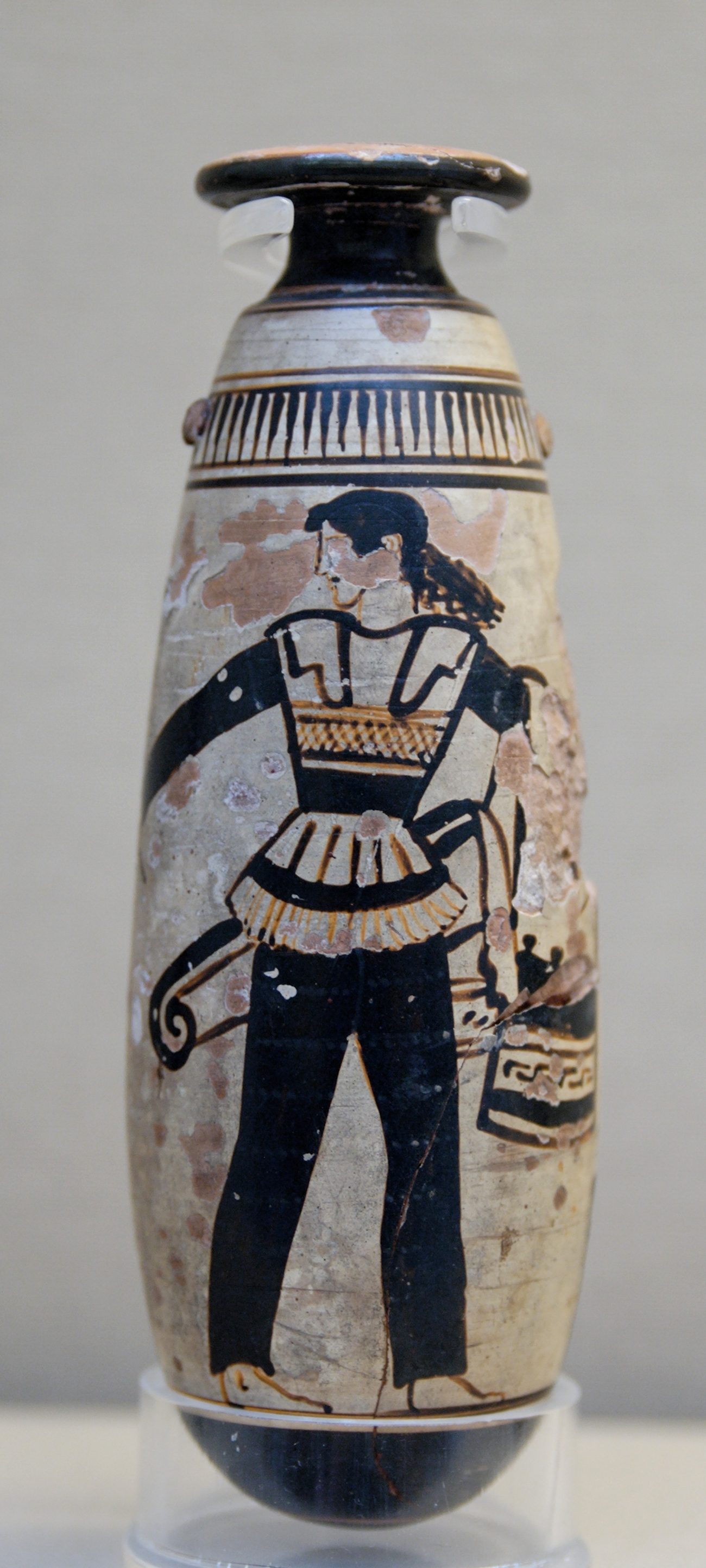
Wyobrażenie Amazonki, wojowniczej kobiety znanej z mitologii greckiej.

Gender studies – interdyscyplinarny obszar badawczy zajmujący się płcią kulturową, czyli manifestacją męskości lub kobiecości w różnych społeczeństwach, oraz tym, jak łączy się ona z instytucjami społecznymi, gospodarką, władzą, tożsamością, seksualnością. 

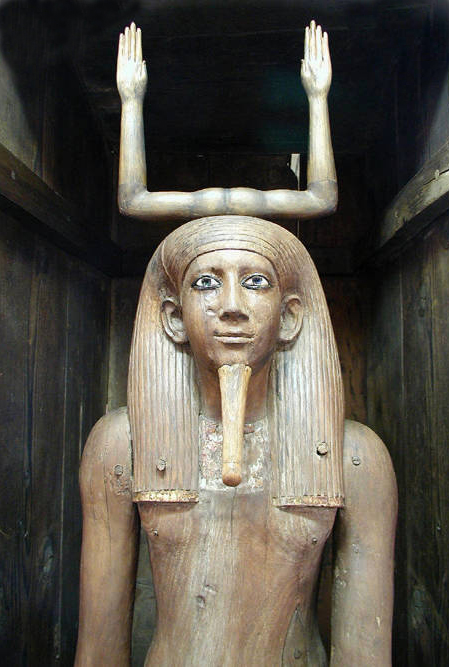
Rzeźba mężczyzny żyjącego w czasie starożytnego Egiptu. Męskie dekoracje ciała były powszechne.

## Historia
Za prekursorki gender studies uważa się takie pisarki jak Virginia Woolf (autorkę m.in. esejów: Własny pokój, Trzy gwinee) czy Simone de Beauvoir (autorkę książki Druga płeć).
Gender studies wyrosły w latach 70. XX w. z tzw. women's studies (studia kobiece) jako akademicki efekt działań drugiej fali feminizmu. Women's studies koncentrowały się na zbadaniu tego, w jaki sposób różnorodne wyobrażenia, stereotypy czy instytucje społeczne sprzyjają dyskryminacji kobiet i prowadzą do nierównego traktowania kobiet i mężczyzn. Women's studies były zaangażowane społecznie, np. wspierano lub tworzono na uniwersytetach centra pomocy kobietom, starano się propagować wiedzę o osiągnięciach kobiet. Ich celem było nie tylko poznanie, ale także zmiana społeczna polegająca na ograniczeniu nierówności społecznych pomiędzy kobietami i mężczyznami. 
Z czasem badaczki zaczęły sobie zdawać sprawę, że dyskryminacja kobiet w wielu dziedzinach wynika z szerszego systemu, w którym płeć biologiczna łączy się z płcią kulturową (gender). Niektóre badaczki uznały, że nie da się zrozumieć podrzędnego statusu kobiet w społeczeństwie bez zrozumienia sposobu, w jaki działa cały system płci biologicznej i kulturowej. Z drugiej strony pojawienie się women's studies doprowadziło do wyłonienia się alternatywnych wobec nich men's studies, a później także gay studies i lesbian studies. Te nowe dyscypliny były związane z women's studies zarówno merytorycznie jak i organizacyjnie. By uwzględnić te inne dyscypliny w USA zmieniano nazwy programów akademickich: z women's studies na gender studies.
Okres szczególnego rozwoju gender studies przypada na lata 90., a istotną rolę w tym okresie odegrała Judith Butler i jej praca Uwikłani w płeć (ang. Gender Trouble) (1990).

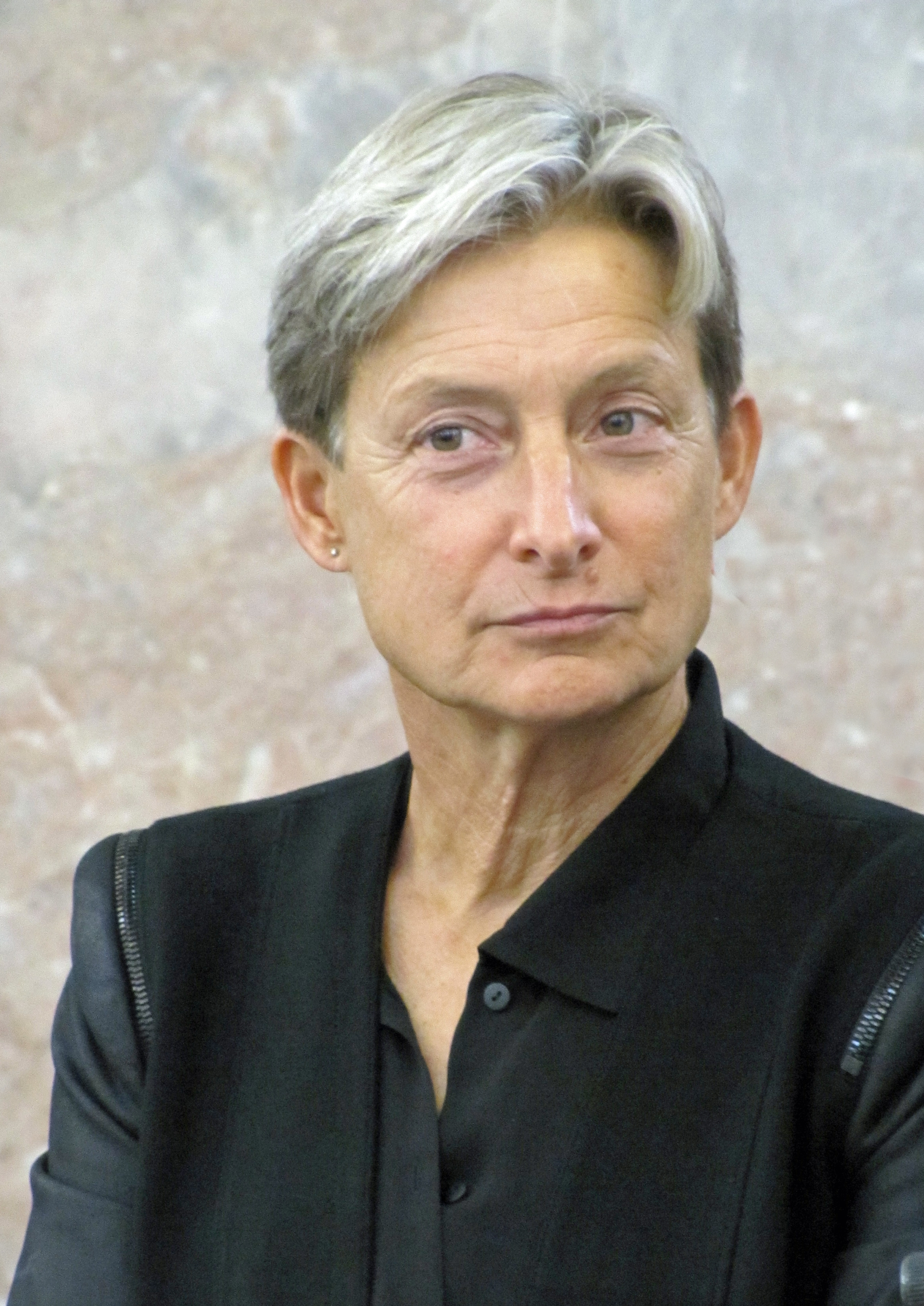
Judith Butler – autorka kluczowej dla gender studies pracy Uwikłani w płeć (1990)

Obecnie w obszarze zainteresowania studiów genderowych znajdują się również zagadnienia tzw. men's studies, gay and lesbian studies czy queer theory.

## Tematyka
Analiza podejmowana w gender studies dotyczy m.in. kulturowych i społecznych procesów konstruowania norm męskości i kobiecości, internalizacji owych norm oraz społecznych konsekwencji ich obowiązywania. Problematyka płci kulturowej analizowana jest w powiązaniu z kwestiami klasowymi, etnicznymi, rasowymi, religijnymi i innymi. Ważnym obszarem analiz w obrębie gender studies jest nienormatywność płciowa: zjawiska transseksualizmu, transpłciowości czy androgynii. Przedmiotem badań w gender studies jest także seksualność, w tym szczególnie normy seksualne oraz obszary seksualnej nienormatywności.
Ważnym paradygmatem studiów gender jest teoria społeczeństwa patriarchalnego, zgodnie z którą kobiety są ofiarami instytucjonalnie utrwalonej męskiej dominacji w społeczeństwie i kulturze. Dominacja ta, uzasadniana naturalną nierównością biologiczną płci, prowadziła do wykluczenia kobiet z najważniejszych obszarów życia społecznego (przede wszystkim z nauki, gospodarki, polityki i religii). Kobiecość konstruowana była jako odwrotność i uzupełnienie męskości, przypisywano jej cechy związane z wycofaniem, biernością i słabością, rezerwując dla kobiet podrzędne role w strukturze społecznej. Z tego powodu studia gender stanowią ważny element gender mainstreamingu, czyli strategii politycznej zmierzającej do likwidacji przejawów dyskryminacji kobiet i wypracowania stanu zrównoważonych relacji pomiędzy mężczyznami i kobietami.
Studia gender podejmowane są w obrębie wielu dyscyplin akademickich, m.in. w filozofii, historii, socjologii, psychologii, antropologii kultury, literaturoznawstwie, historii sztuki, ekonomii i in. Teoretycy gender studies przyjmują założenie, że wszystkie aspekty ludzkiego życia uwarunkowane są konsekwencjami obowiązywania społecznych i kulturowych norm płci.

## Studia uniwersyteckie

### W Europie i na świecie
Studia uniwersyteckie z gender studies zostały po raz pierwszy wprowadzone w USA w latach 70. XX wieku. Pierwsze studia w Europie otwarto w Niemczech na Uniwersytecie w Oldenburgu i Uniwersytecie Humboldtów w Berlinie w 1985 (były to studia międzykierunkowe). Na skutek procesu bolońskiego i ujednolicania kierunków studiów w Unii Europejskiej studia z gender studies powstały na innych uniwersytetach w Europie.
W 2006 roku utworzono dzienne studia magisterskie na Uniwersytecie Wiedeńskim.

### W Polsce
W Polsce gender studies pojawiły się po raz pierwszy na Uniwersytecie Warszawskim w 1996 roku, następnie na Uniwersytecie Jagiellońskim w Krakowie, w IBL PAN i na Uniwersytecie Łódzkim.
Najczęściej gender studies w Polsce funkcjonują jako studia podyplomowe i zaoczne, studia dzienne należą do rzadkości.

## Krytyka
Krytyka prowadzona jest z trzech odmiennych perspektyw:
- krytyka inspirowana politycznym konserwatyzmem zarzuca gender studies ideologizację nauki polegającą na wprowadzaniu do bezstronnej refleksji naukowej wątków feminizmu. Spór w tym zakresie toczony jest przede wszystkim w obrębie socjologii wiedzy i wiąże się z poszukiwaniem odpowiedzi na pytanie o możliwość obiektywności w naukach humanistycznych.
- krytyka inspirowana nurtami współczesnej socjobiologii zarzuca studiom gender pomijanie lub minimalizowanie znaczenia czynników biologicznych, w tym genetycznych, w konstrukcji płci i przyjmowanie stanowiska skrajnie konstruktywistycznego. Spór dotyczy granicy pomiędzy biologicznymi i kulturowymi czynnikami tożsamości płci.
- krytyka inspirowana stanowiskiem esencjalistycznym zarzuca studiom gender rozmywanie jednoznacznych kategorii płci i prowadzenie refleksji na zbyt ogólnym poziomie, co uniemożliwia precyzyjne wskazanie na problemy będące elementem codziennego doświadczenia mężczyzn i kobiet. Postulowany jest powrót do prowadzenia refleksji w obrębie women’s studies i men’s studies oraz konstruowanie radykalnej krytyki społecznej podejmowanej z perspektywy feministycznej.

W sierpniu 2018 rząd Węgier ogłosił zawieszenie finansowania studiów i badań uniwersyteckich z gender studies.